# Metriochroa carissae
Metriochroa carissae là một loài bướm đêm thuộc họ Gracillariidae. Nó được tìm thấy ở Ethiopia.
Ấu trùng ăn Carissa edulis. Chúng ăn lá nơi chúng làm tổ. 